# Kecamatan Darul Iksan
Kecamatan Darul Iksan (indonesiska: Darul Iksan) är ett distrikt i Indonesien.   Det ligger i provinsen Aceh, i den västra delen av landet, 1 600 km nordväst om huvudstaden Jakarta.